# Laura Esquivel
Pour les articles homonymes, voir Esquivel.
Laura Esquivel (née Laura Beatriz Esquivel Valdés à Mexico le 30 septembre 1950) est une romancière, scénariste et femme politique mexicaine.

## Biographie
Avant de se consacrer à sa littérature, elle enseigne, fonde un atelier de théâtre et de littérature pour les enfants et travaille comme scénariste pour le cinéma. Son premier roman Chocolat amer (Como agua para chocolate), publié en 1989, est un succès. Traduit en trente-cinq langues, il reste plus d'un an dans la liste des best sellers du New York Times. 
En 1992, l'adaptation cinématographique de Chocolat amer, intitulée Les Épices de la passion (Como agua para chocolate, réalisée par Alfonso Arau (le mari de Laura Esquivel de 1975 à 1995) et dont le scénario est écrit par elle-même est également reconnu internationalement. Ce scénario vaut à Laura Esquivel, en 1992, les prix Ariel et Silver Hugo et, en 1993, le prix Houston International Film Festival. En 1992, elle est nommée Femme de l'Année. En 1994, elle est lauréate de l'American Booksellers Book of the Year (elle est le premier auteur étranger à recevoir ce prix). 
Laura Esquivel est une autrice qui cherche de nouveaux et originaux chemins dans ses œuvres[pas clair], d'entre lesquelles se détachent La Ley del amor (1996), premier roman multimédia de l'histoire, Íntimas suculencias. Tratado filosófico de cocina (1999), un recueil de nouvelles, et El Libro de las emociones (2000), son premier essai. Elle a également publié le roman Aussi rapide que le désir (Tan veloz como el deseo, 2001) et le roman historique Malinche (2006), Malinche étant le nom de la maîtresse indigène d'Hernan Cortès.
Elle fait ses premiers pas en politique en se présentant comme candidate à une élection locale en 2007. De 2008 à 2011, elle est Directrice générale de la Culture du district fédéral du Coyoacán. En 2015, elle est élue députée fédérale du parti du MORENA.

## Œuvre
- Como agua para chocolate (1989) Chocolat amer : roman-feuilleton où l'on trouvera des recettes, des histoires d'amour et des remèdes de bonne femme, traduit par Eduardo Jiménez et Jacques Rémy-Zéphir, Paris, Robert Laffont, 1991 ; réédition dans une traduction révisée, Paris, Gallimard, coll. « Folio » no 4866, 2009  (ISBN 978-2-07-037947-7)
- La ley del amor (1995)
- Íntimas suculencias (1998)
- Estrellita marinera (1999)
- El libro de las emociones (2000)
- Tan veloz como el deseo (2001) Vif comme le désir, traduit par Frédéric Eugène Illouz, Paris, L'Archipel, 2003 ; réédition, Paris, Gallimard, coll. « Folio » no 5565, 2013  (ISBN 978-2-07-044880-7)
- Malinche (2006)
- A Lupita le gustaba planchar (2014)
- El diario de Tita (2016)
- Mi negro pasado (2017)

## Adaptation cinématographique
- 1992 : Les Épices de la passion (Como agua para chocolate), film mexicain réalisé par Alfonso Arau, scénario de Laura Esquivel d'après son propre roman